# 鹅湖镇 (铅山县)
鹅湖镇，是中华人民共和国江西省上饶市铅山县下辖的一个乡镇级行政单位。

## 历史
原信州所在地。

## 行政区划
鹅湖镇下辖以下地区：
石溪街社区、江村、公果村、凤来村、洋洲村、前进村、罗溪村、双合村、长港村、撑石村、傍罗村、下古埠村、上古埠村、青洲村、月塘村、石桥村、塘尾村、蔡家村、石溪村、后田村、孔家村、钟家村、后洲村、银村和鹅湖村。